# Eustochus
Eustochus is een geslacht van vliesvleugeligen uit de familie Mymaridae. De wetenschappelijke naam van dit geslacht is voor het eerst geldig gepubliceerd in 1833 door Haliday.

## Soorten
Het geslacht Eustochus omvat de volgende soorten:
- Eustochus atripennis (Curtis, 1832)
- Eustochus besucheti Bakkendorf, 1964
- Eustochus confusus Huber & Baquero, 2007
- Eustochus duisburgi (Stein, 1877)
- Eustochus nearcticus Yoshimoto, 1990
- Eustochus nipponicus Huber & Baquero, 2007
- Eustochus pengellyi Huber & Baquero, 2007
- Eustochus triclavatus Xu & Lin, 2003
- Eustochus yoshimotoi Huber & Baquero, 2007